# Parahepomidion granulipenne
Parahepomidion granulipenne là một loài bọ cánh cứng trong họ Cerambycidae.